# Oscar Milosz
Oscar Vladislas de Lubicz Milosz (en lituano, Oskaras Milašius, Čareja cerca de Maguilov actual Bielorrusia, 28 de mayo de 1877-Fontainebleau, 2 de marzo de 1939) fue un escritor y diplomático franco lituano representante de Lituania en la Sociedad de Naciones. Como literato, Milosz era principalmente poeta, pero también escribió novelas y ensayos, era primo lejano del escritor polaco ganador del nobel de literatura en 1980 Czesław Miłosz.

## Biografía
Oscar Milosz nació y pasó sus primeros años en Čareja, en una región antes perteneciente al Gran Ducado de Lituania y más tarde a la República de las Dos Naciones, pero en aquel tiempo parte de la Rusia imperial. Fue bautizado el 2 de julio de 1886 en la iglesia de San Andrés de Varsovia. Su madre Marie Rosalie Rosenthal era una judía polaca de esta localidad y su padre, Vladislas de Lubicz Milosz, era un exoficial del ejército ruso y no se casaron hasta que Oscar Milosz tuvo 17 años. En 1889, sus padres lo enviaron al Lycée Janson de Sailly de París, comenzó a escribir poemas allí y pudo frecuentar círculos artísticos donde conoció a Oscar Wilde o Jean Moréas. Tras acabar el liceo, se matriculó en el Institut National des Langues et Civilisations Orientales, donde estudió siríaco y hebreo. Era un excelente lingüista y hablaba con fluidez inglés, alemán, italiano, castellano, ruso y polaco, era capaz de leer en latín y hebreo y llegó a aprender lituano y vasco, aunque escribió la mayor parte de su obra en francés.
En 1916, durante la Primera Guerra Mundial, trabajó en el cuerpo de prensa de la Armada Francesa. Allí supo de la Declaración de Independencia de Lituania y cuando Lituania y Polonia consiguieron su independencia, prefirió identificarse con Lituania –aunque aún no hablara muy bien el idioma- porque la consideraba la tierra de sus ancestros. En 1920, cuando Francia reconoció la independencia lituana fue nombrado encargado de negocios para el nuevo estado y en 1931 fue nombrado ciudadano francés y recibió la Legión de honor. Aquejado por un cáncer, falleció en Fontainebleau de un ataque al corazón en 1939.

## Obra
- 1899 : Le Poème des Décadences
- 1906 : Les Sept Solitudes
- 1910 : L'Amoureuse Initiation (novela)
- 1911 : Les Éléments
- 1913 : Miguel Mañara. Mystère en six tableaux. (teatro)
- 1915 : Poèmes
- 1917 : Épitre à Storge
- 1918 : Adramandoni
- 1919 : Méphisobeth (teatro: misterio bíblico)
- 1922 : La Confession de Lemuel
- 1924 : Ars Magna (filosofía)
- 1926-27 : Les Arcanes
- 1930 : Contes et Fabliaux de la vieille Lithuanie (traducción de cuentos populares)
- 1932 : Origines ibériques du peuple juif (ensayo)
- 1933 : Contes lithuaniens de ma Mère l'Oye (traducción de cuentos populares)
- 1936 : Les Origines de la nation lithuanienne (ensayo)
- 1938 : La Clef de l'Apocalypse